# Macherio
Macherio is een gemeente in de Italiaanse provincie Monza e Brianza (regio Lombardije) en telt 6751 inwoners (31-12-2004). De oppervlakte bedraagt 3,2 km², de bevolkingsdichtheid is 2154 inwoners per km².
De volgende frazioni maken deel uit van de gemeente: Bareggia, Pedresse, Belvedere.

## Demografie
Macherio telt ongeveer 2696 huishoudens. Het aantal inwoners steeg in de periode 1991-2001 met 0,4% volgens cijfers uit de tienjaarlijkse volkstellingen van ISTAT.

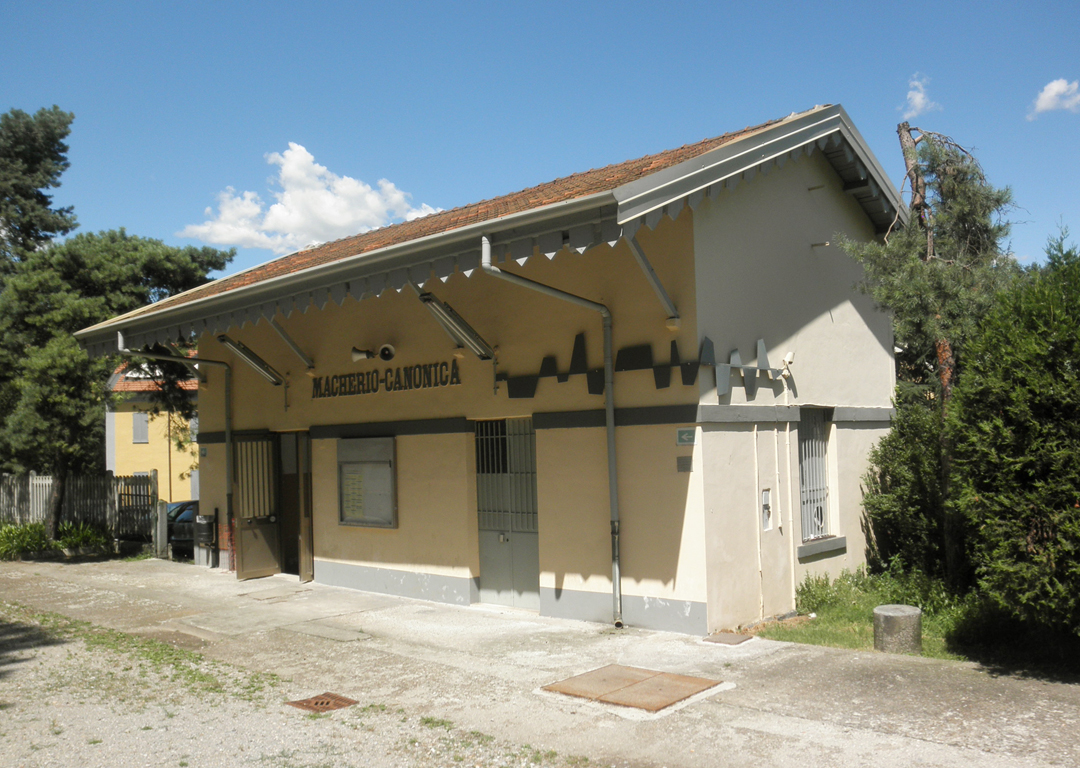
Station van Macherio

| Jaar | Inwoneraantal |
| ---- | ------------- |
| 1991 | 6435          |
| 2001 | 6461          |

## Geografie
De gemeente ligt op ongeveer 215 m boven zeeniveau.
Macherio grenst aan de volgende gemeenten: Triuggio, Lesmo, Sovico, Biassono, Lissone.